# Catedral de Carpentràs
La Catedral del Carpentràs és una església catòlica i catedral del Carpentràs, a la regió de Provença – Alps – Costa Blava de França. L'edifici és un monument nacional de França.
La catedral es va construir el segle xv per iniciativa del Papa Benet XIII. La construcció va començar el 1409 i es va allargar durant 150 anys, amb set arquitectes diferents. L'entrada principal es va construir el 1512-1514, es va modificar cent anys després, i per tercera vegada els anys 2000-2002. La torre es va construir a principis del segle xx.
Fins al segle xix aquesta catedral va ser la seu dels bisbes de l'antiga diòcesi del Carpentràs, i es va dedicar a un d'aquests bisbes, a sant Siffredus o Siffrein. No obstant això, la diòcesi es va abolir amb el Concordat del 1801 i es va integrar en la Diòcesi d'Avinyó; la catedral va esdevenir una església.
Nicolas Saboly, un poeta i compositor de la Provença, va ser mestre de capella de la catedral del 1639 al 1643. Louis Archimbaud va servir com organista de la catedral del 1727 al 1789.